# パーティ内山
パーティ内山（パーティうちやま、1月2日（年齢非公開） - ）は、かつてグレープカンパニーで活動していた日本のお笑いタレント。本名、内山 義英（うちやま よしひで）。新潟県上越市出身。新潟県立高田高等学校卒業。法政大学卒業。

## 人物・芸風
- フリーペーパー集め、ジャージ集め、ももクロ鑑賞、アメコミ映画鑑賞が趣味。
- 松浦亜弥のファンになって以来アイドル鑑賞が趣味になる[2]。
- 「行列のできる法律相談所」に本村弁護士役で再現Vに出るなど容姿が似ている[3]。
- 同じ高校時代の同級生にジンカーズ樋口がいた[4]。
- 大学時代の半年間はオーストラリアに留学していた[5]。
- 子供の頃は高田純次のその自由な雰囲気に憧れ、漠然とお笑いをやりたいと思っていたが、大学3年生の頃にお笑いの道に進むことを決意する[6]。
- 2005年にスクールJCAへ14期生として入学し、卒業後はプロダクション人力舎に所属。デビューしてしばらくは一人コントをやっており[6]、芸風は先生ネタ、SPネタ、高校バスケット漫談などをやっていた。
- M-1グランプリ2007にはゆってぃ、さとうゆうすけと共にトリオ「カレー一門」として出場するも一回戦敗退。
- 2009年4月末に所属事務所を退社[7]。その後はフリー、フラットファイヴでの活動を経て、2010年7月1日からグレープカンパニー所属。
- 2011年頃から路線を変更し、ヒット曲の歌詞をいじるネタ[6]、マニアックなフリーペーパーをネタにして（2013年6月2日放送の笑っていいとも!増刊号では「史上初のフリーペーパー芸人」として特集された）の漫談などの持ちネタがある[6]。フリーペーパーは1カ月に200誌は読んでいるという[6]。
- R-1ぐらんぷり2012にて、準々決勝へ進出。
- 「ウケウリ!!」内の企画でDenny's ハンバーグハンターズとして中野風女シスターズの喜屋武ちあきとチームを組み、デニーズのハンバーグを食べ歩いてtwitterでPRした[8]。
- 2016年12月23日、一般女性と結婚。
- 2017年11月より、年齢が公式には非公開となる[1]。
- 2022年2月25日、自身の公式Twitterアカウント及びYouTubeチャンネルにて、芸人を引退した事を発表した[9]。

## 出演

### テレビ番組
- 林先生の初耳学（TBS) - 2020年2月23日
- 有吉弘行のダレトク!?（フジテレビ）- 2019年2月5日
- 内村てらす(日本テレビ) - 2017年12月7日
- 芸人報道(日本テレビ) - 2017年10月11日
- EXD44（テレビ朝日）- 2017年8月13日
- 目指せ!!アウトレット芸人4（千葉テレビ） - 2017年5月3日
- ウチのガヤがすみません！（日本テレビ） - 2017年1月15日
- PON！（日本テレビ） - 2016年11月15日
- ももクロChan〜Momoiro Clover Z Channel〜（テレビ朝日） - 2016年10月26日、2019年12月11日
- ナミダ食堂（日本テレビ） - 2016年6月23日
- ツギクルもん（フジテレビ）- 2016年1月1日
- 速報!有吉のお笑い大統領選挙2015冬（テレビ朝日） - 2015年12月28日
- 肉食女子部（テレビ埼玉など）- 2015年12月14日
- 輝け！ギャラ3000円芸人！（スカパー!） - 2015年11月9日
- ナカイの窓（日本テレビ）-2013年9月4日
- 爆笑レッドカーペット（新春レッドカーペット）（フジテレビ） - 2013年1月1日、2013年4月27日 （キャッチコピーは「お代はいただきません」）
- 笑っていいとも!増刊号（フジテレビ） - 2013年6月2日
- 日10☆演芸パレード（毎日放送、TBS系）- 2013年3月10日
- 爆笑レッドカーペット ザ・トライアル（フジテレビ）- 2012年10月5日（ネット動画予選での中間順位3位）
- 東京ビタミン寄席（中野ケーブルテレビ）
- 特報!B級ニュースSHOW（テレビ東京）- 2012年11月27日、2012年12月25日、2013年2月12日
- SANDWICH-MAN QUIZ THE PRICE SHOW（千葉テレビ放送）※準レギュラー（隔月出演） - 2012年11月より、プレゼンターとして出演
- ウケウリ!!（日本テレビ）
- 小力の小部屋（スカパー!）
- お笑い図鑑 ハマヌキ（テレビ神奈川） - 2010年9月
- オニ発注 （テレビ東京） - 2008年9月10日
- 神さまぁ〜ず （TBS） - 2008年1月22日、「不幸の神さま」として出演

### インターネット番組
- 永野一樹アワー 笑っていいほも！（2014年6月より月1回配信ー、ニコジョッキー）グレープカンパニー所属芸人、永野、ダーヨシ(ザ・ツイスターズ)、千葉恭平(ちゃっく)、レッドガオによる特定の方に向けたニコジョッキー番組。
- 虎の門 TIGER'S GATE-LIVESHOW（AbemaTV）　- 2018年12月16日
- サンドウィッチマン永野のNo.1決めてみた（フジテレビオンデマンド）

### ラジオ番組
- SCHOOL NINE（JFN系全国ネット）- 2013年1月2日
- 吉田照美 飛べ! サルバドール（文化放送）- 2013年7月2日
- アポロン（TOKYO FM） - 2013年8月15日
- 60TRY部（ラジオ日本）
- ごごラジ！（NHKラジオ第一）- 2018年5月15日
- RADIO UnoZero (文化放送）- 2019年9月6日

### 映画
- MANRIKI (2019年）

### DVD
- 『ナマイキ！あらびき団　新作公演!?～実は地下で2年やってました～　vol.2　レフト藤井セレクション 厳選30組』 (商品番号：YRBN-90880 本体価格：1,850円+税) - 2014年12月17日
- 肉食女子部 Vol.4
- 永野DVD「Ω（オメガ）」
- 永野と高城。※ナレーション出演 - 2018年6月20日

### その他
- イナズマロックフェス2014（龍神ステージ） - 2014年9月13日
- SUMMER SONIC 2013（SIDE-SHOW）- 2013年8月11日

### ミュージックビデオ
- 木村拓哉「One and Only」

### 単独ライブ
- 「永野・サンドウィッチマン presents パーティ内山ワールドツアー2019 in Japan」- 2019年10月19日（関交協ハーモニックホール｝